# Scott Young
Scott Allen Young (* 1. října 1967 v Clintonu, Massachusetts, Spojené státy americké) je bývalý americký hokejista, který odehrál 1181 utkání v NHL.

## Reprezentace
Young třikrát startoval na juniorském mistrovství světa – v letech 1985, 1986 (bronz) a 1987 (vybrán do All Star týmu). Stejný počet účastí zaznamenal na seniorském mistrovství světa (1987, 1989 a 1994).
V sezonách 1987/88 a 1991/92 odehrál úvody sezon za reprezentaci v rámci přípravy na účast na olympijských turnajích 1988 v Calgary a 1992 v Albertville. Olympijského turnaje se zúčastnil i v Salt Lake City 2002, kde získal stříbrnou medaili. V roce 1996 byl součástí vítězného amerického týmu na světovém poháru.

### Reprezentační statistiky
| 1985 | USA 20 | MS 20 | 7  | 1 | 2 | 3 | 4 |
| 1986 | USA 20 | MS 20 | 7  | 1 | 3 | 4 | 8 |
| 1987 | USA 20 | MS 20 | 7  | 7 | 2 | 9 | 2 |
| 1987 | USA    | MS    | 4  | 0 | 1 | 1 | 2 |
| 1988 | USA    | OH    | 6  | 2 | 6 | 8 | 4 |
| 1989 | USA    | MS    | 10 | 0 | 7 | 7 | 6 |
| 1992 | USA    | OH    | 8  | 2 | 1 | 3 | 2 |
| 1994 | USA    | MS    | 8  | 3 | 1 | 4 | 4 |
| 1996 | USA    | SP    | 7  | 2 | 2 | 4 | 4 |
| 2002 | USA    | OH    | 6  | 4 | 0 | 4 | 2 |

## Kariéra
S hokejem začínal ve městě Southborough v rodném Massachusetts, v roce 1985 začal hrát za Bostonskou univerzitu. V roce 1986 byl na 11. celkové pozici draftován do NHL, vybral si jej Hartford Whalers. V úvodu ročníku 1987/88 hrál za americkou reprezentaci (viz výše), po olympijských hrách na závěr sezony posílil Hartford a připsal si první starty v NHL. V tomto klubu působil až do ročníku 1990/91, v jehož průběhu byl vyměněn do Pittsburgh Penguins. V novém působišti hned získal Stanley Cup. Úvod sezony 1991/92 opět hrál za reprezentaci, po olympijském turnaji tentokrát dohrál sezonu v HC Bolzano, celku italské ligy.
V letech 1992–95 hrál opět v NHL za Quebec Nordiques, pouze na podzim 1994 nastoupil v německé lize za Frankfurt Lions a EV Landshut – důvodem byla výluka NHL, kvůli sporům vedení ligy a hráčských odborů začala liga se zpožděním. V létě 1995 se přesunula NHL z Quebecu do Denveru, kde klub hraje od té doby jako Colorado Avalanche. Young odehrál za Avalanche dvě sezony, v té první (1995/96) slavil svůj druhý Stanley Cup. Ročník 1997/98 strávil v týmu Mighty Ducks of Anaheim a následující čtyři sezony v St. Louis Blues. V letech 2002–04 byl členem mužstva Dallas Stars. V sezoně 2004/05 se NHL nehrála, tak Young třikrát nastoupil za Memphis Riverkings v nižší Central Hockey League. Po sezoně 2005/06, kterou odehrál za St. Louis, ukončil kariéru.

## Klubové statistiky
- Debut v NHL – 2. března 1988 (Chicago Blackhawks – HARTFORD WHALERS)
- První gól (a zároveň bod) v NHL – 10. dubna 1988 (HARTFORD WHALERS – Montreal Canadiens – utkání play off)

| Sezona       | Klub                    | Soutěž       | Základní část | Základní část | Základní část | Základní část | Základní část | Play off | Play off | Play off | Play off | Play off |
| Sezona       | Klub                    | Soutěž       | Z             | G             | A             | B             | TM            | Z        | G        | A        | B        | TM       |
| ------------ | ----------------------- | ------------ | ------------- | ------------- | ------------- | ------------- | ------------- | -------- | -------- | -------- | -------- | -------- |
| 1985/86      | Boston University       | NCAA         | 38            | 16            | 13            | 29            | 31            | —        | —        | —        | —        | —        |
| 1986/87      | Boston University       | NCAA         | 33            | 15            | 21            | 36            | 24            | —        | —        | —        | —        | —        |
| 1987/88      | Hartford Whalers        | NHL          | 7             | 0             | 0             | 0             | 2             | 4        | 1        | 0        | 1        | 0        |
| 1988/89      | Hartford Whalers        | NHL          | 76            | 19            | 40            | 59            | 27            | 4        | 2        | 0        | 2        | 4        |
| 1989/90      | Hartford Whalers        | NHL          | 80            | 24            | 40            | 64            | 47            | 7        | 2        | 0        | 2        | 2        |
| 1990/91      | Hartford Whalers        | NHL          | 34            | 6             | 9             | 15            | 8             | —        | —        | —        | —        | —        |
|              | Pittsburgh Penguins     | NHL          | 43            | 11            | 16            | 27            | 33            | 17       | 1        | 6        | 7        | 2        |
| 1991/92      | HC Bolzano              | ITL          | 18            | 22            | 17            | 39            | 6             | 5        | 4        | 3        | 7        | 7        |
| 1992/93      | Quebec Nordiques        | NHL          | 82            | 30            | 30            | 60            | 20            | 6        | 4        | 1        | 5        | 0        |
| 1993/94      | Quebec Nordiques        | NHL          | 76            | 26            | 25            | 51            | 14            | —        | —        | —        | —        | —        |
| 1994/95      | Quebec Nordiques        | NHL          | 48            | 18            | 21            | 39            | 14            | 6        | 3        | 3        | 6        | 2        |
|              | Frankfurt Lions         | DEL          | 1             | 1             | 0             | 1             | 0             | —        | —        | —        | —        | —        |
|              | Landshut EV             | DEL          | 4             | 6             | 1             | 7             | 6             | —        | —        | —        | —        | —        |
| 1995/96      | Colorado Avalanche      | NHL          | 81            | 21            | 39            | 60            | 50            | 22       | 3        | 12       | 15       | 10       |
| 1996/97      | Colorado Avalanche      | NHL          | 72            | 18            | 19            | 37            | 14            | 17       | 4        | 2        | 6        | 14       |
| 1997/98      | Mighty Ducks of Anaheim | NHL          | 73            | 13            | 20            | 33            | 22            | —        | —        | —        | —        | —        |
| 1998/99      | St. Louis Blues         | NHL          | 75            | 24            | 28            | 52            | 27            | 13       | 4        | 7        | 11       | 10       |
| 1999/00      | St. Louis Blues         | NHL          | 74            | 24            | 15            | 39            | 18            | 6        | 6        | 2        | 8        | 8        |
| 2000/01      | St. Louis Blues         | NHL          | 81            | 40            | 33            | 73            | 30            | 15       | 6        | 7        | 13       | 2        |
| 2001/02      | St. Louis Blues         | NHL          | 67            | 19            | 21            | 40            | 26            | 10       | 3        | 0        | 3        | 2        |
| 2002/03      | Dallas Stars            | NHL          | 79            | 23            | 19            | 42            | 30            | 10       | 4        | 3        | 7        | 6        |
| 2003/04      | Dallas Stars            | NHL          | 53            | 8             | 8             | 16            | 14            | 4        | 1        | 0        | 1        | 2        |
| 2004/05      | Memphis Riverkings      | CHL          | 3             | 2             | 1             | 3             | 0             | —        | —        | —        | —        | —        |
| 2005/06      | St. Louis Blues         | NHL          | 79            | 18            | 31            | 49            | 52            | —        | —        | —        | —        | —        |
| Celkem v NHL | Celkem v NHL            | Celkem v NHL | 1181          | 342           | 414           | 756           | 448           | 141      | 44       | 43       | 87       | 64       |